# إبراهيم الراعي
إبراهيم الراعي (أبو المنتصر؛ 1 يناير 1950 - 11 أبريل 1988) هو مناضل فلسطيني ولد في مدينة قلقيلية، درس في جامعة النجاح الوطنية وواصل مشواره الثوري في الجامعة. كان قائد عسكري في الجبهة الشعبيّة ضد الاحتلال وروابط القرى.

## سيرته
اعتقل أوّل مرّة عام 1978 قبل تنفيذ خطّته في تفجير حافلةٍ إسرائيليّة. خرج من السجن بعد خمس سنوات دون أن يعترف، وبعد 3 سنوات عام 1986 أعيد اعتقاله بتهمة قتل جنودٍ إسرائيليين وعملاء، ورغم جولات التعذيب الوحشيّة التي استمرّت 11 شهراً متقطعة لم يعترف. ونجح خلال سنوات حياته في تشكيل أكثر من مجموعة عسكرية قتالية استهدفت رجال المخابرات وحرس الحدود وعملاء الإحتلال والأردن الذين كانوا يعدون الخطة للتقاسم الوظيفي وشطب منظمة التحرير الفلسطينية وخطف الجنود، وحققت هذه المجموعات إنجازات سريعة وموجعة للعدو الصهيوني وعملاءه، وأصاب الكثير منهم الذعر ودفع برجالات النظام الأردني بالعودة إلى جحورهم وترك مشروع التقاسم الوظيفي معلقاً في الهواء.
بقي الراعي 58 يوما في زنازين التحقيق في سجن جنين حيث عذب بطريقة وحشية، وحكم بالسجن الفعلي لمدة سبع سنوات ونصف، ثم نقل إلى زنازين التحقيق في سجن نابلس القديم ثم إلى التحقيق في المسكوبية، وتنقل بين زنازين رام الله والمسكوبية خلال فترة التحقيق وبقي قابعا في زنازين التحقيق لغاية 19 نوفمبر 1987 وكان مضربا عن الطعام طيلة فترة وجوده في المسكوبية وخلال تواجده هناك حفر عل جدران زنزانته: "رفاقي، قد يشنقونني وهذا ممكن، وإن شنقوني فلن يميتوني، فسأبقى حياً أتحداهم ولن أموت، وتذكروني سأبقى حياً، وفي قلوبكم نبضات".
ونُقل بعدها إلى سجن الرملة بعد قرار المحكمة العليا الصهيونية وضعه في السجن الإنفرادي لفترة غير محددة زمنيا لأن وجوده خارج الإنفرادي يشكل خطراً على أمن الإحتلال حسب ادعائهم. وخرج لأول مرة بعد قضاء 8 أشهر ومن قبلها أربعة أشهر أخرى، ولم يسمح له بتبديل ملابسه أو الإستحمام أو الحلاقة خلال فترة وجوده في السجن الإنفرادي.
كان صاحب شعار ومبدأ "فم مغلق..فم بلا لسان" و"الإعتراف خيانة للحزب والرفاق".

## استشهاده
استشهد إبراهيم عام 1988 بعد حبسه لثمانية أشهر بالعزل الإنفرادي في سجن الرملة وترك في وصيته: "تعلمت أن التناقض بيننا وبين الأعداء تناقضٌ تناحريٌّ كلا النقيضين سيعمل جاهداً من أجل تصفية الآخر، وطالما لم يعمل العدو على تصفيتي فهذا يعني أنني لم أمثل بعد جزءاً طبيعياً من نقيضه الرئيسي"، "رأيتهم أقزاماً وكنت عملاقاً، كانوا يصرخون وكنت هادئاً. عندما حاولوا مساومتي شعرت أنهم أغبياء لا يفرقون بين الصلابة والمبدئية ولهذا ضحكت. لم أسقط بل سقطوا هم من فَرْطِ بؤسهم وقد أنهكهم التعب وبقيت مرتفعاً أعلو وأعلو".
ولم تسمح سلطات الإحتلال بأن يقام له جنازة فسمحت فقط لـ15 شخصاً من أسرته بدفنه خلال ساعات الليل وبدت على جثمانه علامات التعذيب فكان فكه محطماً وفي رأسه تورم نتيجة ضربة قوية وآثار لجنزير على أسفل رقبته ودماء نازفة من أذنه وغرزة بطول 6 سم في خاصرته.